# Dichapetalum madagascariense
Dichapetalum madagascariense är en tvåhjärtbladig växtart som först beskrevs av Dup.-thou., och fick sitt nu gällande namn av Jean Louis Marie Poiret. Dichapetalum madagascariense ingår i släktet Dichapetalum och familjen Dichapetalaceae. Utöver nominatformen finns också underarten D. m. brevistylum.